# Fleboclisi
La fleboclisi, o somministrazione o terapia endovenosa (abbreviato e.v.), consiste nella infusione di sostanze liquide direttamente in una vena.
La somministrazione endovenosa può essere utilizzata per correggere squilibri elettrolitici, somministrare farmaci, trasfondere emocomponenti ed emoderivati o rimpiazzare fluidi per correggere, ad esempio, la disidratazione.
Rispetto ad altre vie di somministrazione, l'iniezione endovenosa è il modo più veloce per distribuire fluidi e farmaci in tutto il corpo.
Molti sistemi di terapia endovenosa prevedono la somministrazione di una soluzione del farmaco attraverso una camera di gocciolamento, che impedisce all'aria di entrare nel flusso sanguigno (fatto che potrebbe provocare un embolo gassoso), e permette inoltre una stima del flusso di liquidi (normalmente misurato all'ora).

## Etimologia
Il termine fleboclisi deriva dal greco φλέψ (flébs) = vena e klysis = lavaggio.

## Strumenti e pratiche

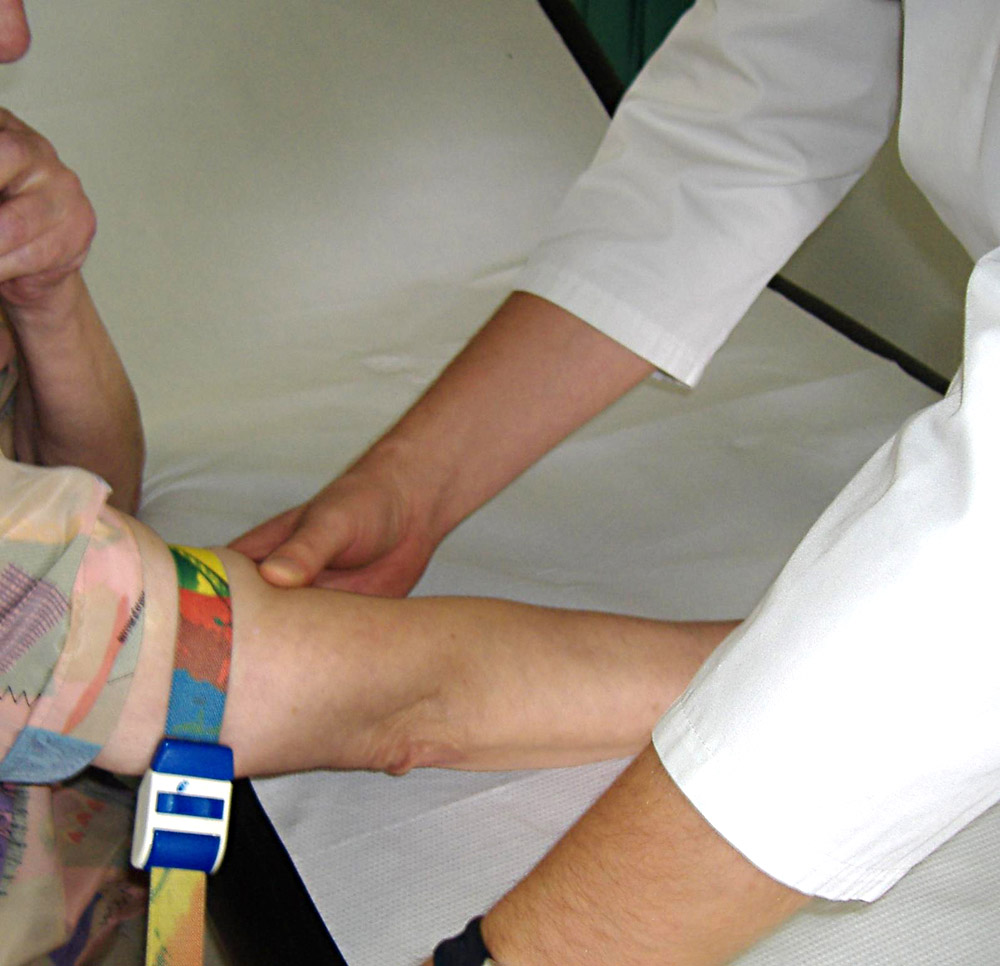
Applicazione di un laccio emostatico prima di una puntura endovenosa

Un set standard di infusione e.v. è costituito da un contenitore sterile (bottiglia di vetro, bottiglia di plastica o sacchetto di plastica) pre-riempito di fluidi a cui si associa un deflussore, che consente al fluido di fluire una goccia alla volta, rendendo facile identificare la portata del flusso (e anche ridurre la possibile formazione di bolle d'aria).
Il deflussore è a sua volta costituito da un connettore a baionetta che permette di perforare la chiusura in gomma della bottiglia di fluido, da un pozzetto (o camera di gocciolamento) in plastica trasparente in cui gocciola l'infusione, e da un lungo tubo con un morsetto per regolare o interrompere il flusso. Al termine del deflussore vi è un ultimo connettore che permette il collegamento con un ago o l'accoppiamento con un'altra linea di infusione sulla stessa vena.
Per reperire il punto venoso in cui inserire l'ago o agocannula, preferibilmente dell'avambraccio, spesso è necessario un laccio emostatico; realizzato il collegamento tra vaso sanguigno e flacone, per mezzo di un tubo di collegamento, si può regolare il gocciolatoio del deflussore secondo necessità. Questa è una tipica infusione con gocciolamento per gravità.
In alcuni casi particolari si può ricorrere alla nutrizione artificiale di un paziente per via endovenosa (cosiddetta nutrizione parenterale), bypassando sia il processo dell'alimentazione orale, sia la digestione e l'assorbimento intestinale. I soggetti in nutrizione parenterale ricevono formule alimentari contenenti nutrienti quali glucosio, aminoacidi, lipidi, sali e vitamine.

### Somministrazionein bolo
Alcuni farmaci possono essere somministrati in bolo, il che significa che una siringa contenente il farmaco viene collegata direttamente al dispositivo di accesso endovenoso e il farmaco viene iniettato direttamente, sia pure lentamente per evitare di irritare la vena o causare un effetto troppo rapido.
Per accertarsi che tutto il farmaco somministrato sia penetrato in vena e si disperda nella circolazione sanguigna, in molti casi a una somministrazione in bolo fa seguito un secondo bolo di soluzione fisiologica con finalità di lavaggio della linea infusiva.

### Pompa da infusione

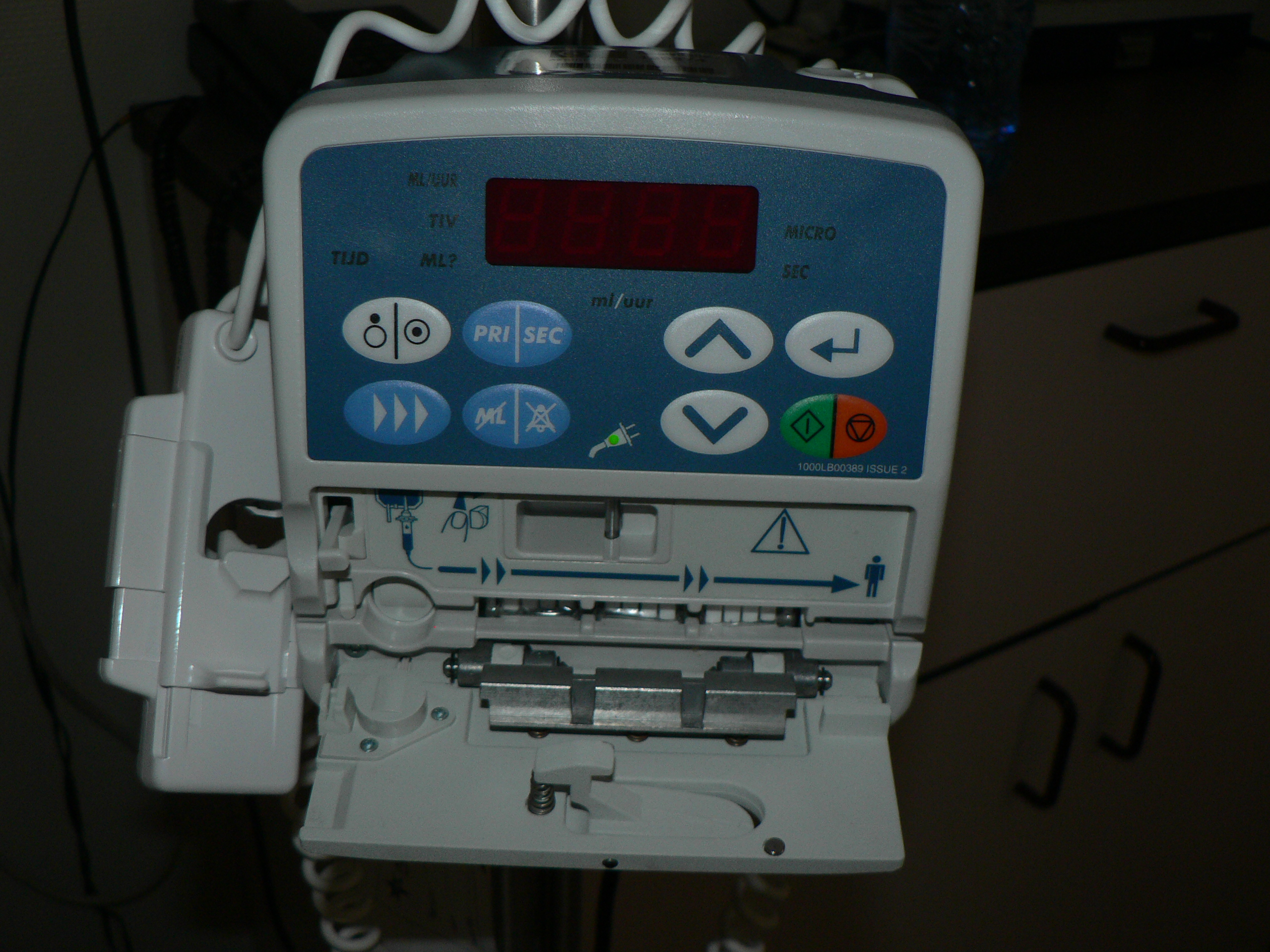
Una pompa da infusione adatta per una singola linea e.v.

Una pompa da infusione permette un controllo preciso della velocità di infusione e della quantità totale di fluido da infondere all'ora e nell'arco delle 24 ore. Tuttavia in tutti quei casi in cui non è necessario un preciso controllo della velocità di infusione o comunque una qualche variazione della stessa non avrebbe gravi conseguenze, come anche in tutti quei casi in cui la pompa non è disponibile, la flebo è spesso lasciato fluire semplicemente posizionando il sacchetto al di sopra del livello del paziente e utilizzando il morsetto per regolare la velocità.
Si può ricorrere a una infusione rapida se il paziente necessita di grandi quantità di fluidi in tempi brevi, sempre che il dispositivo di accesso e.v. sia di un diametro sufficiente. Per aumentare la velocità di infusione si può ricorrere a una spremitura manuale della sacca, all'applicazione di un manicotto gonfiabile intorno alla sacca stessa oppure a un dispositivo elettrico che in caso di necessità può anche riscaldare il fluido da infondere.

## Tipologie di accessi endovenosi

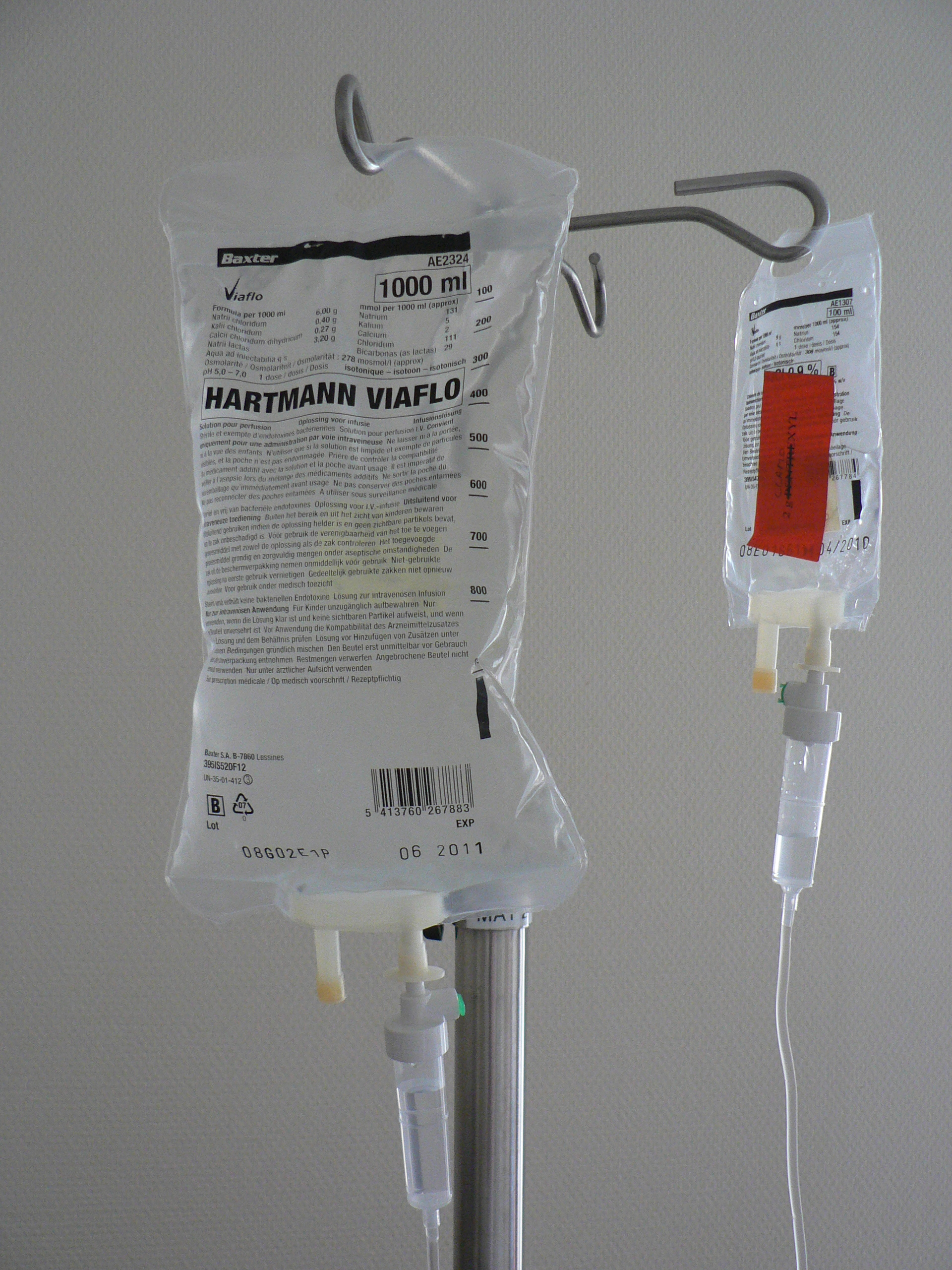
Una sacca per flebo collegata a un deflussore per terapia e.v.

### Ago ipodermico
Il modo più semplice per reperire un accesso venoso è quello di passare un ago cavo attraverso la cute posizionandolo direttamente in vena. Questo ago può essere collegato a una siringa ed essere usato sia per aspirare sangue sia per iniettare il suo contenuto nel torrente venoso. Lo stesso ago può essere collegato a un catetere di varia lunghezza e quindi a qualsiasi sistema desiderato di raccolta o infusione.
Il sito più comodo per eseguire la puntura venosa è spesso il braccio, specialmente le vene posizionate sul dorso della mano, o la vena mediana cubitale al gomito. Ma in realtà può essere utilizzata qualsiasi vena identificabile.

### Catetere venoso periferico

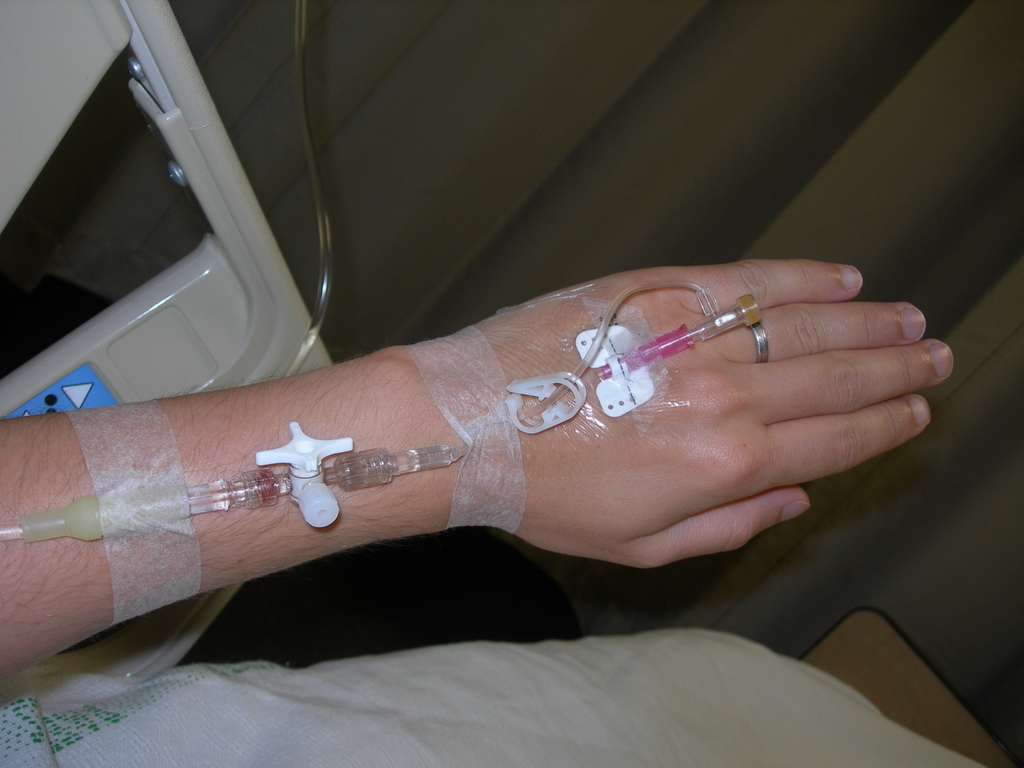
Un ago 20-gauge in una vena periferica della mano

Questo è il metodo di accesso endovenoso più utilizzato sia in ospedale sia nelle attività sanitarie in ambito pre-ospedaliero.
Un catetere venoso periferico (CVP) è costituito da un breve catetere di pochi centimetri di lunghezza, inserito attraverso la cute in una vena periferica, vale a dire una qualsiasi vena non localizzata all'interno del torace o dell'addome.
Questo è di solito un dispositivo a forma di cannula sormontante un ago (agocannula), cioè un dispositivo in cui un tubicino di plastica flessibile (cannula) viene montato sopra un ago di metallo (trocar). Una volta che la punta dell'ago e la cannula si trovano all'interno della vena il trocar viene ritirato e scartato in un contenitore rigido per aghi usati, e la cannula viene fatta avanzare all'interno della vena nella posizione considerata più appropriata e sicura.
Con questa tecnica può essere utilizzata ogni vena periferica accessibile, anche se il braccio e la mano sono le sedi di posizionamento più frequente. La gamba e i piedi vengono utilizzati in misura molto minore. Nel neonato può essere indicato il posizionamento nelle vene del cuoio capelluto.
Una cannula periferica e.v. non può essere lasciata in sede per un tempo indeterminato, a causa del rischio di infezione nel punto di inserimento della cannula, la qual cosa provoca flebite, cellulite e sepsi. I Centers for Disease Control and Prevention degli USA aggiornano periodicamente le linee guida e consigliano la sostituzione della cannula ogni 96 ore. Questa raccomandazione è basata su studi organizzati per individuare le cause di infezione da Staphylococcus aureus meticillino-resistente negli ospedali. Nel Regno Unito, il Dipartimento di Sanità ha pubblicato un report sui fattori di rischio associati a un aumento della infezione da MRSA. Tra questi vengono citati come principali fattori che possono aumentare il rischio di diffusione di ceppi batterici antibiotico resistenti la cannula endovenosa, i cateteri venosi centrali e i cateteri urinari.

### Catetere venoso centrale

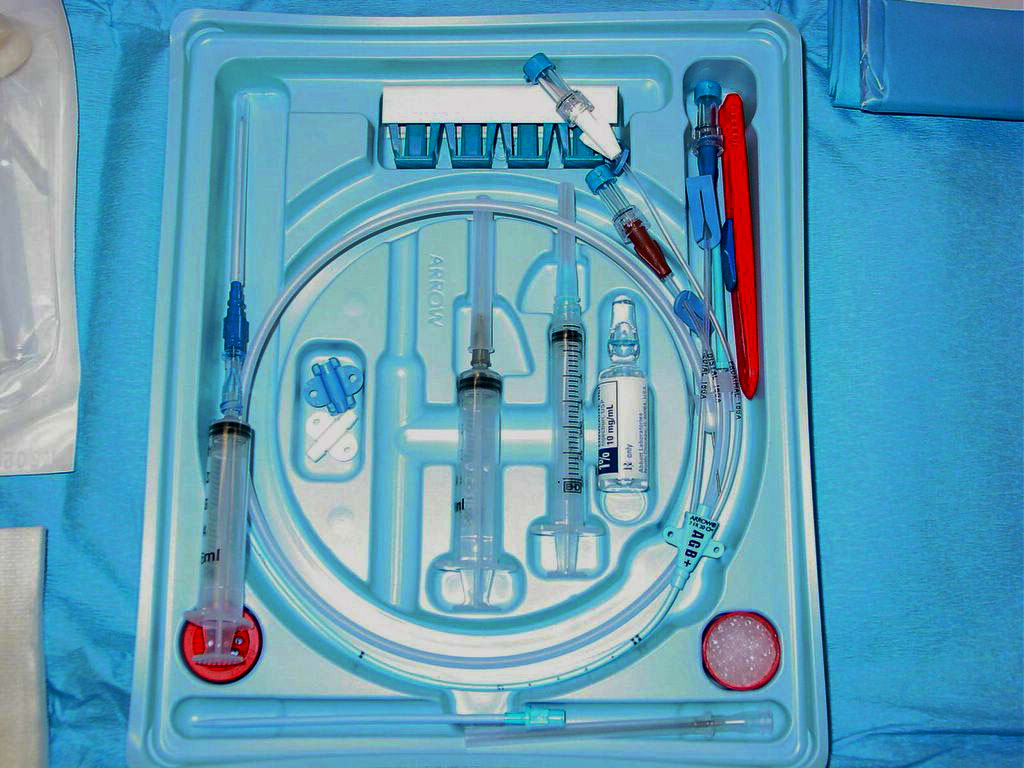
Set per un catetere venoso centrale

Esistono diversi tipi di cateteri che prendono un percorso più diretto verso le vene centrali. Questi cateteri sono chiamati collettivamente “linee infusive venose centrali”.
Le linee di infusione e.v. centrali sfruttano un catetere posizionato all'interno di una grande vena, di solito la vena cava superiore o la vena cava inferiore, o l'atrio destro del cuore. Nel tipo più semplice di accesso venoso centrale, un catetere viene inserito in una succlavia, in giugulare interna o (meno comunemente) in una vena femorale e avanzato verso il cuore fino a raggiungere la vena cava superiore o l'atrio destro.
Questo posizionamento presenta diversi vantaggi rispetto a una linea e.v. periferica:
- Si possono somministrare liquidi e farmaci che sarebbero troppo irritanti per le vene periferiche a causa della loro concentrazione o della composizione chimica. Questi includono alcuni farmaci chemioterapici e le sostanze utilizzate per la nutrizione parenterale totale.
- I farmaci raggiungono il cuore immediatamente, e sono distribuiti rapidamente al resto del corpo.
- Vi è spazio nel lumen del catetere, in modo che i farmaci possano essere somministrati contemporaneamente anche se non sarebbero chimicamente compatibili all'interno di un unico tubo.
- I sanitari sono in grado di misurare la pressione venosa centrale e altre variabili fisiologiche attraverso la linea di infusione.

Linee infusive endovenose centrali comportano rischi di sanguinamento, infezione, gangrena, tromboembolia ed embolia gassosa. Sono generalmente di più difficile inserzione in quanto le vene centrali non sono palpabili e richiedono personale infermieristico esperto nel loro posizionamento che conosca i punti di repere adeguati e/o utilizzi una sonda a ultrasuoni per individuare con sicurezza la vena.
Poiché tutte queste vene sono di calibro decisamente maggiore rispetto alle vene periferiche, in esse c'è un maggiore flusso di sangue oltre la punta del catetere. Ciò significa che eventuali farmaci irritanti possono essere diluiti più rapidamente e si riduce la possibilità di stravaso. Si ritiene attraverso un catetere venoso centrale vi sia la possibilità di infondere dei fluidi con maggiore velocità. Tuttavia spesso un catetere centrale è diviso in più lumen e quindi il diametro interno di ciascuno di essi è inferiore a quello di una grossa cannula periferica. In base alla legge di Poiseuille, a parità di tutte le altre variabili, il fatto che questi cateteri siano anche complessivamente più lunghi richiede una pressione maggiore per ottenere lo stesso flusso.
Esiste un altro tipo di linea infusiva centrale, chiamata linea infusiva di Hickman o catetere di Broviac. Questo tipo di cateteri vengono inseriti nella vena di destinazione e quindi emergono a breve distanza dopo un tragitto a "tunnel" sotto la pelle. Questo accorgimento riduce il rischio di infezione, poiché i batteri presenti sulla superficie della pelle non sono in grado di viaggiare direttamente nella vena.
Inoltre questi cateteri sono anche realizzati in materiali che hanno una resistenza intrinseca alle colonizzazioni da parte dei batteri e alla tendenza alla coagulazione del sangue.

#### Catetere centrale a inserzione periferica (PICC)

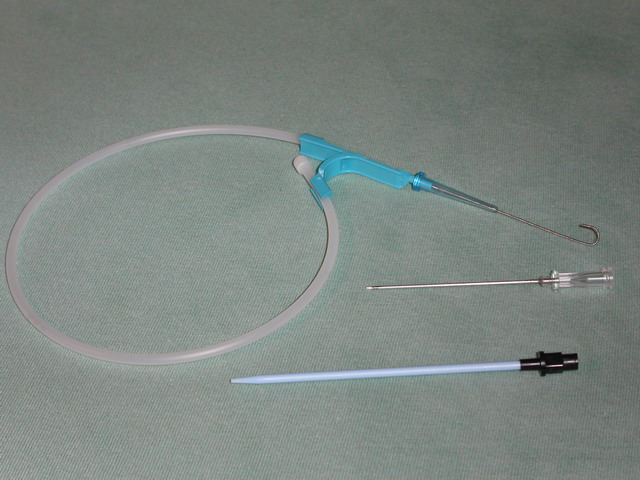
Un set predisposto per l'esecuzione della tecnica di Seldinger

Linee infusive basate su un catetere venoso centrale inserito perifericamente (PICC) vengono utilizzate quando è richiesto l'accesso endovenoso per un periodo di tempo prolungato o quando il materiale da infondere potrebbe causare un veloce danneggiamento di una vena periferica o anche quando potrebbe essere troppo pericoloso il ricorso a una linea infusiva centrale convenzionale.
Gli usi tipici per un PICC includono: lunghi trattamenti chemioterapici, antibioticoterapia per via infusiva di lunga durata o nutrizione parenterale totale.
Una linea PICC viene inserita attraverso una guaina in una vena periferica ricorrendo alla tecnica di Seldinger (una metodica che ricorrendo all'introduzione di una guida nell'ago, consente di impiegare aghi più sottili e, successivamente, di ricorrere a dilatatori e cannule, permettendo il posizionamento di cateteri di grande calibro) o alla tecnica di Seldinger modificata, sotto guida ecografica, solitamente nel braccio. Si avanza attentamente verso l'alto fino a quando il catetere è in vena cava superiore oppure si posiziona nell'atrio destro. Per un più preciso posizionamento si misura la distanza da un punto di riferimento esterno, ad esempio il sovrasternale, per valutare la lunghezza ottimale. A conferma del corretto posizionamento si esegue una radiografia a raggi X, La radiografia è indispensabile se non si è fatto ricorso alla fluoroscopia durante l'inserimento.
Una linea PICC può essere dotata di un unico tubo (single-lumen) e connettore, due (doppio-lumen) o tre (triple-lumen) compartimenti, ognuno di questi con il suo connettore esterno di pertinenza. Esternamente un PICC a singolo lume assomiglia a un catetere e.v. periferico, tranne per il fatto che il tubo è leggermente più largo.
L'inserzione richiede una protezione migliore rispetto a quella di una e.v. periferica, a causa del maggior rischio di infezioni gravi nel caso di disseminazione batterica attraverso il catetere. D'altro canto un PICC pone in misura minore il rischio di una infezione sistemica rispetto ad altri cateteri venosi centrali, perché il sito di inserzione è di solito più pulito e più asciutto rispetto ai siti tipicamente utilizzati per le altre linee infusive centrali. Questo fatto aiuta a rallentare la crescita di quei batteri che possono raggiungere il flusso sanguigno viaggiando sotto la pelle e lungo la parete esterna del catetere.
Il vantaggio principale di un PICC rispetto ad altri tipi di linee infusive centrali è che è più sicuro da inserire e con un rischio relativamente basso di sanguinamento incontrollabile. Inoltre è sostanzialmente privo di rischio di danneggiamento dei polmoni e dei vasi sanguigni principali. Anche se è richiesto un minimo di addestramento, un PICC non deve essere necessariamente posizionato da un anestesista-rianimatore o da un chirurgo. Il PICC è anche discreto, non immediatamente identificabile a un'osservazione esterna, e con una corretta igiene, cura, e un po' di fortuna, può essere lasciato in sede per mesi o anni, se necessario, per i pazienti che richiedono un trattamento prolungato.
Lo svantaggio principale del PICC è che deve essere inserito e poi viaggiare attraverso una vena periferica relativamente piccola. Pertanto il suo decorso verso la vena cava superiore può essere in parte imprevedibile e quindi talvolta può essere tecnicamente difficile collocarlo in alcuni pazienti. Inoltre, poiché il PICC viaggia attraverso l'ascella, può piegarsi e divenire poco e per nulla utilizzabile.

#### Sistemi impiantabili sottocute
Un dispositivo port (spesso indicata con il nome di un marchio come Port-a-Cath o MediPort) è una linea venosa centrale che non dispone di un connettore esterno. Presenta invece un piccolo serbatoio che è rivestito in gomma siliconica che è impiantato sotto la pelle. Il farmaco viene somministrato in modo intermittente inserendo un ago attraverso la pelle e perforando il silicone del serbatoio. Quando l'ago viene ritirato il coperchio in gomma siliconica del serbatoio si richiude. La copertura in silicone è progettata per resistere a centinaia di punture durante la sua vita.
Il sistema port può essere lasciato nel corpo del paziente per anni. Se ciò avviene è tuttavia opportuno che il funzionamento del dispositivo sia verificato mensilmente e venga lavato con un anticoagulante, per evitare il rischio di occlusioni. Se il sistema dovesse ostruirsi aumenterebbe in modo esponenziale il rischio di trombosi e il correlato rischio di embolizzazione.
La rimozione di un dispositivo port è di solito una procedura semplice che viene effettuata a livello ambulatoriale. Al contrario la messa a dimora di un simile sistema è decisamente più complessa e un buon impianto è dipendente dall'abilità e dimestichezza del radiologo.
I sistemi Port causano meno disagi e hanno un minor rischio di infezione rispetto ai sistemi PICC. Sono quindi abitualmente utilizzati per i pazienti in trattamento intermittente a lungo termine.

## Prodotti per infusione

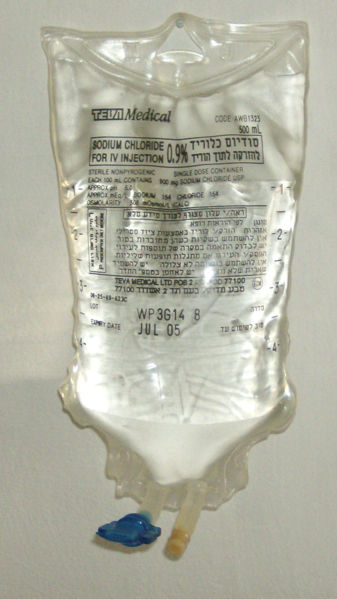
Soluzione salina per via endovenosa (e.v.)

Tramite la fleboclisi, si possono infondere svariate sostanze: colloidi, emoderivati, emocomponenti, nutrizioni parenterali, cristalloidi, Ringer acetato, Ringer lattato, farmaci.

### Plasma expander
Ci sono due tipi principali di plasma expander: le sostanze cristalloidi e le sostanze colloidali. Le sostanze cristalloidi sono soluzioni acquose di sali minerali o di altre molecole solubili in acqua. Le sostanze colloidali sono invece soluzioni che contengono molecole più grandi e insolubili, come ad esempio la gelatina.
- Colloidi: facilitano il mantenimento di un'alta pressione colloide osmotica nel sangue, mentre, al contrario, questo parametro viene a essere diminuito dai cristalloidi per una tendenza alla emodiluizione.[5] Tuttavia in ambito scientifico vi è ancora una vivace polemica per quanto riguarda l'effettiva differenza di efficacia tra le sostanze cristalloidi e quelle colloidali.[5] Dal punto di vista dei costi va ricordato che le soluzioni cristalloidi sono generalmente molto più economiche rispetto a quelle colloidali.[5][6][7]
- Cristalloidi: il fluido più comunemente usato tra le sostanze cristalloidi è certamente la normale soluzione salina (o soluzione fisiologica), una soluzione di cloruro di sodio allo 0,9% di concentrazione, che è isotonica con la concentrazione nel sangue. La soluzione Ringer lattato è un'altra soluzione isotonica spesso utilizzata per rimpiazzare grandi quantità di liquidi perse dal paziente.

### Emocomponenti ed emoderivati
Un emoderivato (o prodotto derivato dal sangue) è un qualsiasi componente del sangue che viene raccolto da un donatore per poter essere poi utilizzato tramite una trasfusione di sangue. Le trasfusioni di sangue possono salvare la vita in alcune situazioni particolari, ad esempio a seguito della perdita massiccia di sangue causata da un evento traumatico, oppure si può ricorrere a esse per sostituire il sangue che viene perso durante un intervento chirurgico. Le trasfusioni di sangue, o solo di alcuni componenti del sangue, possono anche essere utilizzate per curare una grave anemia o una trombocitopenia causata da una malattia del sangue. Le persone con emofilia non necessitano di trasfusioni di sangue intero, ma solo di una parte del sangue, cioè di un fattore della coagulazione, generalmente del fattore VIII o del IX. Le persone affette da malattia a cellule falciformi possono richiedere frequenti trasfusioni di sangue. Le prime trasfusioni di sangue erano costituite da sangue intero. Tuttavia nella pratica medica moderna si preferisce trasfondere solo alcuni componenti del sangue che necessitano al paziente: ad esempio emazie concentrate, plasma fresco congelato, albumina, crioprecipitato.

### Sostituti del sangue
I sostituti del sangue sono sostanze artificiali proposte dalle case farmaceutiche che mirano a fornire un'alternativa al sangue umano. Sono soluzioni dalle caratteristiche chimiche quanto mai varie, che mirano comunque a permanere a lungo (in genere oltre le 24 ore) nel letto circolatorio e contribuiscono a espandere la volemia (il liquido circolante all'interno dei vasi). Queste soluzioni si propongono anche come trasportatori di ossigeno (in alternativa alla emoglobina). Il loro studio è correlato al trattamento dell'anemia post-emorragica acuta. Queste sostanze non sono prive di rischio, in particolare di tipo anafilattico.

### Soluzioni tampone
Le soluzioni tampone sono usate per correggere l'acidosi o l'alcalosi. La soluzione di Ringer lattato ad esempio ha anche qualche effetto tampone, più in specifico è una soluzione alcalinizzante. La soluzione più usata allo scopo di tamponare è la soluzione di bicarbonato di sodio per via endovenosa.

### Farmaci
Diversi farmaci possono essere mescolati nei fluidi di cui sopra. Alcuni tipi di farmaci possono essere somministrati solo per via endovenosa, ad esempio quando vi è un insufficiente assorbimento nel caso si ricorra ad altre vie di somministrazione, come la via enterale. Tra i farmaci utilizzati esclusivamente per via endovenosa vi sono molte immunoglobuline e il propofol.

## Effetti avversi

### Infezioni
Qualsiasi tipo di lesione cutanea comporta un rischio di infezione. Anche se l'inserimento di un catetere e.v. è una procedura asettica sulla pelle vivono organismi come lo Stafilococco coagulasi-negativo o la Candida albicans che possono entrare attraverso il sito di inserzione intorno al catetere. Altri batteri possono essere introdotti accidentalmente all'interno del catetere da apparecchiature contaminate. L'umidità del sito di introduzione del catetere e.v. causata dal lavaggio o dal bagno, aumenta notevolmente i rischi di infezione.
L'infezione dei siti e.v. è generalmente locale, facilmente evidenziabile per la presenza dei classici segni di flogosi: gonfiore, rossore e aumento locale della temperatura cutanea, cui talvolta si associa la febbre. Se i batteri non rimangono confinati localmente ma diffondono attraverso il flusso sanguigno, l'infezione locale può evolvere rapidamente in setticemia ed essere molto pericolosa per la vita. Un catetere venoso centrale infetto determina un rischio più elevato di setticemia, poiché i batteri sono in grado di penetrare direttamente nella circolazione centrale.

### Flebiti
La flebite è una infiammazione di una vena causata da un processo infettivo oppure dalla semplice presenza di un corpo estraneo (il catetere e.v.) o dei liquidi o farmaci somministrati. I sintomi tipici di una flebite sono il calore, il gonfiore, il dolore e il rossore in corrispondenza della vena interessata. In questi casi il catetere e.v. deve essere rimosso e, se necessario, reinserito in un'altra sede.
A causa di iniezioni frequenti e di flebiti ricorrenti, lungo la vena può accumularsi del tessuto cicatriziale. Le vene periferiche dei soggetti tossicodipendenti e tossicomani, così come le vene di pazienti in trattamento polichemioterapico, divengono sclerotiche e difficili da utilizzare con il trascorrere degli anni, a volte formando un vero e proprio cordone venoso.

### Infiltrazione/stravaso
L'infiltrazione dei tessuti si verifica quando un liquido somministrato e.v. oppure dei farmaci anziché permanere nel torrente venoso stravasano accidentalmente nei tessuti circostanti. Volgarmente ci si riferisce a questa eventualità con il termine "fuori vena". Questa eventualità si verifica più frequentemente con gli agenti chemioterapici. Allorché si verifica quasi sempre ci si trova di fronte a una rottura della vena stessa, e gli anziani sono particolarmente a rischio a causa delle vene particolarmente fragili per una scarsità dei tessuti di sostegno.
Lo stravaso è più frequente nei punti dove la vena è stata danneggiata durante l'inserimento dell'ago o della cannula, oppure in quei punti in cui la cannula non è stata posizionata del tutto correttamente.
Lo stravaso clinicamente si caratterizza per la comparsa di una tumfeazione localizzata e pallore della pelle, che in una prima fase è pure ipotermica. Lo stravaso può essere indolore. Viene trattato rimuovendo l'ago o la cannula endovenosa ed elevando l'arto interessato in modo che i liquidi raccolti nei tessuti siano facilitati a defluire.
Talvolta le iniezioni locali di ialuronidasi possono essere utilizzate per accelerare la dispersione del fluido o del farmaco stravasato. L'infiltrazione è uno degli effetti indesiderati più comuni della terapia endovenosa e di solito non è un effetto particolarmente grave, a meno che il liquido o il farmaco stravasato non sia irritante o dannoso per il tessuto circostante. In quest'ultimo caso ne può conseguire un'area di necrosi più o meno vasta.

### Sovraccarico di liquidi
Il sovraccarico di liquidi si verifica quando i fluidi sono somministrati con eccessiva velocità, vale a dire a un volume al minuto superiore a quello che l'organismo e in particolare il sistema cardio-circolatorio è in grado di assorbire o espellere. Possibili conseguenze sono l'ipertensione arteriosa, lo scompenso cardiaco e l'edema polmonare.

### Ipotermia
Il corpo umano è a rischio di ipotermia accidentale indotta dalla infusione di una grande quantità di liquidi freddi. Rapidi cambiamenti di temperatura a livello del muscolo cardiaco possono scatenare svariati tipi di aritmie fino alla fibrillazione ventricolare.

### Squilibrio elettrolitico
La somministrazione di soluzioni troppo diluite o troppo concentrate può compromettere l'equilibrio idro-elettrolitico del paziente. In particolare possono variare in concentrazione il sodio, il potassio, il magnesio, e molti altri elettroliti. In particolare i pazienti ospedalizzati per questo motivo debbono essere attentamente monitorizzati ed eseguire degli esami del sangue seriati.

### Embolia
Quando un coagulo di sangue o un'altra massa solida, oppure una bolla d'aria, entra in circolo attraverso una via e.v. finisce per determinare l'ostruzione di un vaso, questo fenomeno viene chiamato embolia. Le vie di flusso e.v. periferiche hanno un basso rischio di embolia, dal momento che grandi emboli non possono transitare attraverso un catetere stretto, ed è quasi impossibile iniettare accidentalmente aria attraverso una via e.v. periferica a una velocità pericolosa. Il rischio è invece maggiore con una via e.v. centrale. Le bolle d'aria più piccole tendono a dissolversi in circolo e pertanto sono del tutto innocue. Piccole quantità di aria non danno luogo a sintomi facilmente individuabili, ma secondo alcuni autori anche queste "micro-bolle" potrebbero avere alcuni effetti negativi.
Una maggiore quantità di aria, se entra in circolo tutta in una volta, può determinare pericolo di vita un grave danno alla circolazione polmonare (embolia polmonare), o, se estremamente grande un arresto cardiaco.